# Харисън Форд
Харисън Форд (на английски: Harrison Ford) е американски филмов актьор, пилот и екологичен активист. Към 2020 г. общите приходи на американския боксофис от филмите му възлизат на над 5,4 млрд. долара, като световните приходи надхвърлят 9,3 млрд. долара, поставяйки го на 7-мо място в списъка на най-печелившите местни боксофисни звезди за всички времена. В допълнение към това той е номиниран веднъж за наградите „Оскар“ (1986 г.) и четири пъти за наградите „Златен глобус“ (1986, 1987, 1994 и 1996 г.). Форд е трикратен носител на наградата „Сатурн“ (1982, 1996 и 2016 г.), носител на наградата на Американския филмов институт AFI (2000 г.), на наградата Златен глобус на името на Сесил Демил (2002 г.), на почетен „Сезар“ (2010 г.), всичките за цялостни постижения и на  почетна „Златна палма“ на Филмовия фестивал в Кан (2023 г.). 
След първоначалната си кариера в малки и поддържащи роли Форд придобива световна известност с главната си роля на Хан Соло в епичния научнофантастичен филм „Междузвездни войни: Епизод IV – Нова надежда“ (1977), повтаряйки ролята в четири продължения в следващите 42 години. Той е широко известен и с ролята си на Индиана Джоунс в едноименния филмов франчайз, започвайки с екшън-приключенския филм „Похитители на изчезналия кивот“ (1981), последван от четири продължения, както и с ролите на други герои в различни франчайзи, най-вече Рик Декард в дистопичните научнофантастични филми „Блейд Рънър“ (1982) и „Блейд Рънър 2049“ (2017) и персонажа на Том Кланси Джак Райън в шпионските трилъри „Патриотични игри“ (1992) и „Реална опасност“ (1994). Кариерата му обхваща шест десетилетия и включва сътрудничество с някои от най-известните и влиятелни режисьори на всички времена като Джордж Лукас, Франсис Форд Копола, Стивън Спилбърг, Ридли Скот, Питър Уиър, Роман Полански и Майк Никълс.
Освен тези франчайзинг роли Форд играе ролите на героични персонажи и в други игрални филми като трилърите „Свидетелят“ (1985), „Беглецът“ (1993) и „Еър Форс Едно“ (1997), както и в историческата спортна драма „Номер 42“ (2013). В допълнение към това той играе морално двусмислени и по-тъмни герои във филми като комедийната драма за възрастни „Американски графити“ (1973), конспиративният трилър „Разговорът“ (1974), драмата за оцеляване „Брегът на комарите“ (1986), правната драма „Невинен до доказване на противното“ (1990) и свръхестественият трилър „Прозрачно минало“ (2000). Форд се появява и в няколко романтични комедии и драми като „Герои“ (1977), „Работещо момиче“ (1988), „Сабрина“ (1995), „Шест дни, седем нощи“ (1998), „Иронии на съдбата“ (1999), „Сутрешен блок“ (2010)) и „Вечната Аделайн“ (2015).
В Книгата на рекордите на Гинес от 2001 г. Форд е включен като най-богатият актьор в света, а в тази от 2016 г. – като най-касовият актьор на всички времена. В най-добрата си форма Форд е висок 185 см.

## Биография

### Ранни години
Харисън Форд е роден в Шведската болница в Чикаго, Илинойс, САЩ на 13 юли 1942 г. Той е син на бившата радиоактриса Дороти Ниделман и на рекламния директор и бивш актьор Джон Уилям „Кристофър“ Форд. Наречен е на дядо си по майчина линия Хари Ниделман, починал през 1919 г. Има по-малък брат – Терънс (род. 1945). Баща му е католик от немски и ирландски произход, а майка му е ашкенази и дъщеря на беларуски имигранти от Минск. На въпрос в коя религия са отгледани той и брат му Форд шеговито отговаря: „демократическата“ и заявява по-сериозно, че двамата са били възпитани да бъдат „либерали на всяка линия“. На въпроса какво влияние може да му е оказал неговият еврейски и ирландски католически произход, той казва: „Като човек винаги съм се чувствал ирландец, като актьор винаги съм се чувствал евреин."
Форд е бойскаут и достига втория най-висок ранг на Life Scout. Работи в скаутския лагер Напован Адвенчър Бейз (в селище Уайлд Роуз, Уисконсин) като съветник за Почетната значка за изследване на влечугите. Поради това той и режисьорът Стивън Спилбърг по-късно решават да изобразят младия Индиана Джоунс с ранг на Life скаут в приключенския филм „Индиана Джоунс и последния кръстоносен поход“ (1989).
През 1960 г. Форд завършва Гимназия „Мейн Ийст“ (Maine East High School) в Парк Ридж, Илинойс подобно на Хилари Клинтън. Неговият глас е първият глас на ученик, излъчен по новата радиостанция на гимназията – WMTH, и той е първият спортен новинарски говорител в последна си година в гимназията.
След като завършва училище през 1960 г., Форд се записва в Колеж „Рипън“ в Рипън, Уисконсин, където е с профил „Философия“. Той също така е член на колежанското братство „Сигма Ню“, както и на фолк групата „Брадърс Грос“, в която свири на ръчно изработен инструмент. Описвайки сам себе си като „късноразцъфтял“, той започва да посещава театрален клас в края на последната си година в колежа, за да преодолее срамежливостта си, и така се увлича по актьорската игра. През 1963 г. е статист (като млад нацист, слизащ от влака) в приключенския филм на режисьора Джон Стърджис „Голямото измъкване“ (The Great Escape).
Форд е изключен три дни преди завършването си, защото не е предал исканите писмени работи. Моли любимия си учител д-р Тайри (споменат във филма „Индиана Джоунс и последният кръстоносен поход“) за препоръка против изключването, но той му отказва.

### Кариера

#### 1964 – 1976 г.
През 1964 г., след сезон на летен театър с трупата Белфрай Плейърс в Уисконсин, Форд отива в Лос Анджелис с първата си съпруга Мери Маркуард (с която се запознава в колежа), за да кандидатства за работа като радиоговорител. Той не я получава, но остава в Калифорния и подписва договор за 150 долара седмично в рамките на новата програма за таланти на Кълъмбия Пикчърс, играейки малки филмови роли. Първата му известна роля е тази на пиколо в криминалната комедия „Мъртвешка топлина на въртележката“ (Dead Heat on a Merry-Go-Round) (1966), в която името му не е изписано. Има малко сведения за неговите роли като филмов статист. Форд е на дъното в списъка за наемане, поради това че обижда продуцента Джери Токовски, след като изиграва ролята на пиколо във филма. Токовски му казва, че когато актьорът Тони Къртис доставя плик с хранителни стоки, той го прави като филмова звезда, а Форд смята, че работата му е да се държи като пиколо.
Говоримите роли на Форд продължават с романтичната комедия „Любов“ (Luv) (1967), въпреки че името му все още не е изписано. То се появява като „Харисън Дж. Форд" в уестърна от 1967 г. „Време за убиване“ (Time for Killing) с участието на Глен Форд, Джордж Хамилтън и Ингър Стивънс, но „J" не значи нищо, тъй като Форд няма второ име. Буквата е добавена, за да се избегне объркването с актьора от нямото кино Харисън Форд, който се появява в повече от 80 филма между 1915 и 1932 г., и умира през 1957 г. По-късно Форд казва, че не е знаел за съществуването му, докато не е попаднал на звезда с името му на Холивудската алея на славата.
Скоро Форд изпуска „J" и работи за Юнивърсъл Студиос, като играе второстепенни роли в много телевизионни сериали от края на 60-те и началото на 70-те години, сред които уестърнът „Пистолетен дим“ (Gunsmoke), криминалната драма „Айрънсайд“ (Ironshand), уестърнът „Жителят на Вирджиния“ (The Virginian), криминалният „Ф.Б.Р.“ (The F.B.I.), романтичната комедия „Любов, американски стил“ (Love, American Style) и приключенският „Кунг Фу“ (Kung Fu). Той се появява в уестърна „Пътуване до Шило“ (Journey to Shiloh) (1968) и има неакредитирана няма роля като арестуван протестиращ студент във филма на Микеланджело Антониони от 1970 г. „Забриски Пойнт“ (Zabriskie Point). Френският режисьор Жак Деми го избира за главната роля в първия си американски филм Model Shop (1969), но шефът на „Кълъмбия Пикчърс“ смята, че Форд няма бъдеще във филмовия бизнес и казва на Деми да наеме по-опитен актьор, след което ролята отива при Гари Локуд. По-късно Форд коментира, че преживяването все пак е било положително, защото Деми е първият, който му е оказал такова доверие.
Форд е неудовлетворен от предлаганите му роли и става самоук професионален дърводелец, за да издържа съпругата си и двамата им малки сина. Той се доказва като талантлив дърводелец и след успешното завършване на първия си договор с бразилския пианист Сержиу Мендис той е затрупан с нови поръчки. През 1968 г. се сдобива с прословутия си белег на брадичката в резултат на малък автомобилен инцидент. Освен това (след ускорен операторски курс) той е втори оператор на известните концерти на Дорс от лятото на 1968 г. в Холивуд Боул в Лос Анджелис и във Феър Феърграундс на Окръг Санта Клара в Сан Хосе.
Кастинг режисьорът и млад продуцент Фред Рус подкрепя младия актьор и му осигурява прослушване при Джордж Лукас за ролята на Боб Фалфа във филма „Американски графити“ (American Graffiti) (1973). Форд печели ролята, а филмът става неочаквано касоразбивач и това значително повишава известността на изгряващата звезда. Много зрители, включително и жени, оприличават неговата игра на тази на грубоватия мъжкар Боб Фалфа. Не след дълго нежният харизматичен образ става запазена марка на Форд. След успеха на филма на режисьора Франсис Форд Копола „Кръстникът“ (The Godfather), той наема Форд да разшири офиса му и му дава малки роли в следващите си два филма – „Разговорът“ (The Conversation) (1974) и „Апокалипсис сега“ (Apocalypse Now) (1979); в последния филм Форд играе ролята на армейския офицер Дж. Лукас.

#### 1977 – 1997 г.
Форд започва да получава по-големи роли във филми в края на 70-те г. като тези в комедийната драма „Герои“ (Heroes) (1977), военния „Форс 10 от Навароне“ (Force 10 from Navarone) (1978) и екшън драмата „Улица Хановер“ (Hanover Street) (1979). Той участва заедно с Джийн Уайлдър в комедийния уестърн „Фриско Кид“ (The Frisco Kid) (1979), играейки банков обирджия със златно сърце. Предишната му работа в „Американски графити“ в крайна сметка му донася главна роля, когато е нает от Джордж Лукас да чете репликите за актьорите в прослушването за предстоящия епичен филм на режисьора „Междузвездни войни“ (Star Wars) (1977). Лукас е спечелен от представянето на Форд и му предлага ролята на космическия пилот Хан Соло. „Междузвездни войни“ се превръща в един от най-успешните и новаторски филми за всички времена и донася на Форд и неговите колеги Марк Хамил и Кари Фишър широко признание. Той участва в последвалите успешни продължения – „Империята отвръща на удара“ (The Empire Strikes Back) (1980) и „Завръщане на джедаите“ (Return fo the Jedi) (1983), както и в Star Wars Holiday Special (1978). Форд иска Лукас да убие Хан Соло в края на „Завръщането на джедаите“, казвайки: „Това би дало дълбочина на целия филм“, но Джордж Лукас отказва.
С началото на 80-те год. идва и времето на Форд. Статусът му на главен актьор се затвърждава с „Похитителите на изчезналия кивот“ (Raiders of the Lost Ark) (1981) – екшън-приключенско сътрудничество между Джордж Лукас и Стивън Спилбърг, което дава на Форд втората му комерсиална роля на авантюристичния археолог Индиана Джоунс. Подобно на „Междузвездни войни“ филмът постига огромен успех и се превръща в най-касовият филм на годината. Спилбърг се интересува от кастинга с Форд от самото начало, а Лукас – не, тъй като вече е работил с него в „Американски графити“ и „Междузвездни войни“. Лукас в крайна сметка отстъпва, след като Том Селек не приема ролята. Форд продължава да играе Инди в останалата част от десетилетието в предисторията „Индиана Джоунс и храмът на обречените“ (Indiana Jones and the Temple of Doom) (1984), в която участват бъдещата съпруга на Спилбърг Кейт Капшоу и в продължението „Индиана Джоунс и последният кръстоносен поход“ (Indiana Jones and the Last Crusade) (1989), в който участва Шон Конъри в ролята на бащата на Инди – Хенри Джоунс-старши. По време на снимките на „Индиана Джоунс и храмът на обречените“ в Лондон през юни 1983 г. Форд получава дискова херния и е принуден да отлети за операция в Лос Анджелис, като се завръща шест седмици по-късно.
След успеха си като Индиана Джоунс Форд играе Рик Декард в дистопичния научнофантастичен филм на режисьора Ридли Скот – „Блейд Рънър“ (Blade Runner) (1982). В сравнение с „Междузвездни войни“ и „Индиана Джоунс“ Форд има затруднения със заснемането на филма. Той си спомня пред сп. „Венити Феър“: „Това бе дълга работа. Наистина не я намирах толкова трудна физически колкото психически." Форд и Скот освен това имат различни възгледи за естеството на характера на Декард, които се запазват десетилетия по-късно. Въпреки че първоначално не е успешен, „Блейд Рънър“ се превръща в култова класика и е един от най-ценените филми на Форд.
Появявайки се в няколко от най-печелившите филми в историята на киното, през 80-те и 90-те год. Форд вече е в позицията на човек, който сам избира ролите си. Той доказва своята гъвкавост през 80-те год. с драматичните си роли в различни филми. Работи с режисьора Питър Уиър в два филма: „Свидетелят“ (Witness) (1985) и „Брегът на комарите“ (The Mosquito Coast) (1986), за които по-късно си спомня като за две от най-добрите му преживявания в кариерата. Двата филма му дават възможност да изследва потенциала си на драматичен актьор и са широко аплодирани от критиците, които по-рано са пренебрегвали неговите актьорски способности. За играта си в „Свидетелят“ Форд е номиниран за „Оскар“ за най-добър актьор. За разлика от него „Брегът на комарите“ – адаптация на романа на Пол Теру е посрещнат с противоречиви оценки, а много от зрителите го пропускат, несвикнали с идеята, че техният герой може да играе очевидно ненормален герой. През 1988 г. актьорът работи с двамата най-възхвалявани режисьори в бранша – Роман Полански и Майк Никълс. С Полански прави „Безумецът“ (Frantic) – мрачен психотрилър, който има малък успех. По-добри отзиви получава дръзката комедия „Работещо момиче“ (Working Girl), в която си партнира с Мелани Грифит и Сигорни Уийвър; филмът става хит и показва големия му неразработен комедиен талант.
През 90-те год. Форд става вторият от петимата актьори в образа на Джак Райън в два филма от едноименната поредица, базиран на литературния герой на писателя Том Кланси: „Патриотични игри“ (Patriot Games) (1992) и „Реална опасност“ (Clear and Present Danger) (1994), и двата с участието на Ан Арчър и Джеймс Ърл Джоунс. Форд поема ролята на Алек Болдуин, който преди това играе Райън в „На лов за червения октомври“ (1990). Това води до дълготрайно негодувание от страна на Болдуин, който твърди, че е искал ролята, но Форд е преговарял с Парамаунт Пикчърс зад гърба му и му я е откраднал.
Форд играе главна роля и в други екшън трилъри през цялото десетилетие, като добре приетите от критиците „Беглецът“ (The Fugitive) (1993), „Жив дявол“ (The Devil's Own) (1997) и „Еър Форс Едно“ (Air Force One) (1997). За изпълнението си в „Беглецът“, в който участва и Томи Лий Джоунс, Форд получава някои от най-добрите отзиви в кариерата си, включително и от Роджър Ебърт, който заключава, че „Форд отново е великият среден човек на модерния филм. Нищо направено от него като актьор не изглежда да се прави само за шоуто, а в лицето на този мелодраматичен материал той умишлено се омаловажава, снижава се, заема се с работа, вместо да се опитва да използва драмата за безсмислено актьорско проспериране."
Той също така играе по-тясно драматични роли като тези в „Невинен до доказване на противното“ (1990) и „Относно Хенри“ (Regarding Henry) (1991), както и романтични роли като тази в „Сабрина“ (Sabrina) (1995) – римейк на класическия филм от 1954 г. „Сабрина“.
През онова време Форд установява работни отношения с много уважавани режисьори, включително с Питър Уиър, Алън Дж. Пакула, Майк Никълс, Филип Нойс и Сидни Полак, като си сътрудничи по два пъти с всеки от тях. Това е най-доходоносният период в кариерата му.
От 1977 до 1997 г. той се появява в четиринадесет филма, които достигат челната 15-тица на най-добрите филми в американската годишна боксофисна класация, а 12 от тях са в първата десятка. Шест от филмите, в които Форд се появява през този период, също са номинирани за наградата Оскар за най-добър филм и за многобройни други награди: „Междузвездни войни“, „Апокалипсис сега“, „Похитителите на изчезналия кивот“, „Свидетелят“, „Работещо момиче“ и „Беглецът“.

#### 1998 – 2014
В края на 90-те год. и в първото десетилетие на 21 век Форд се снима в няколко критикувани и/или комерсиално разочароващи филма, които не успяват да постигнат по-ранните му успехи: приключенският „Шест дни, седем нощи“ (Six Days, Seven Nights) (1998), драматичният „Иронии на съдбата“ (Random Hearts) (1999), трилърът „К-19“ (2002), криминалната комедия „Холивудски ченгета“ (Hollywood Homicide) (2003), екшън трилърът „Защитна стена“ (Firewall) (2006) и драматичният „Извънредни мерки“ (Extraordinary Measures) (2010). Форд е и изпълнителен продуцент на „K-19“ и на „Извънредни мерки“, базирани на реални събития. За разлика от гореспоменатите заглавия драматичният филм „Прозрачно минало“ (What Lies Beneath) (2000) печели над 155 млн. долара в САЩ и 291 млн. долара по целия свят.
През 2004 г. Форд отказва да участва в политическия трилър „Сириана“ (Syriana) и по-късно коментира: „Истинността на материала не ми беше много присърце и мисля, че сгреших." Ролята е дадена на Джордж Клуни, който печели „Оскар“ и „Златен глобус“ за играта си във филма. Преди това Форд отказва още една филмова роля – тази на Робърт Уейкфийлд във филма на Стивън Геън „Трафик“ (2000), която е дадена на Майкъл Дъглас.
През 2007 г. актьорът е разказвач в документалния филм за Далай Лама – „Далай Лама Ренесанс“ (Dalai Lama Renaissance) – първи от трилогията, а през 2014 г. – в третата ѝ част „Далай Лама Пробуждане“ (Dalai Rama Awakening).
През 2008 г. Форд се радва на успеха на „Индиана Джоунс и кралството на кристалния череп“ (Indiana Jones and the Kingdom of the Crystal Skull) – първият филм за Индиана Джоунс от 19 г. насам и поредното му сътрудничество с режисьорите Джордж Лукас и Стивън Спилбърг. Филмът получава като цяло положителна оценка и е вторият филм с най-високи приходи през 2008 г. По-късно Форд заявява, че би искал да участва в още едно продължение, „...ако не са нужни още 20 г. за смилане.". Петият филм от поредицата се очаква да излезе през 2022 г. Друг филм на Форд от 2008 г. е „Имигранти“ (Crossing Over), режисиран от Уейн Крамър, в който играе специален агент на ICE / Homeland Security Investigation и си сътрудничи с Ашли Джъд и Рей Лиота.
Форд заснема медицинския драматичен филм „Извънредни мерки“ (Extraordinary Measures) през 2009 г. в Портланд, Орегон, излязъл на 22 януари 2010 г. със съвместното участие на Брендън Фрейзър и Алан Рък. През 2010 г. Форд играе в драмата „Сутрешен блок“ (Morning Glory) заедно с Рейчъл Макадамс, Даян Кийтън и Патрик Уилсън. Макар и разочароваща по отношение на приходите, играта на актьора е добре приета от критиците, някои от които смятат, че това е най-добрата му роля от години. През юли 2011 г. той участва заедно с Даниъл Крейг и Оливия Уайлд в хибридния научнофантастичен уестърн „Каубои и извънземни“ (Cowboys and Aliens). За да популяризира филма, Форд се появява на Сан Диего Комик-Кон, където е топло приет от публиката. През 2011 г. участва в японски реклами, рекламиращи видеоиграта Uncharted 3: Drake's Deception за PlayStation 3.
2013 г. поставя началото на тенденцията за по-разнообразни поддържащи роли на Форд. Същата година той участва в корпоративния шпионски трилър „Параноя“ (Paranoia) с Лиам Хемсуърт и Гари Олдман, с които преди това е работил в „Еър Форс Едно“, и се появява в „Играта на Ендър“ (Ender's Game), „Номер 42-ри“ (42) и „Водещият 2: Легендата продължава“ (Anchorman 2: The Legend Continues). Изпълнението му като Бранч Рики в биографичния драматичен филм „Номер 42-ри“ е похвалено от много критици и печели на Форд номинацията за най-добър поддържащ актьор за наградата „Сателит“. 
През 2014 г. той се появява в „Непобедимите 3“ (The Expandables 3) и в документалния филм „Да летиш на Feathered Edge: проектът Боб Хувър“ (Flying the Feathered Edge: The Bob Hoover Project). На следващата година Форд си партнира с Блейк Лайвли в романтичната драма „Вечната Аделайн“ (The Age of Adaline), добре приета от публиката.

#### 2015 – 2023 г.
Форд повтаря ролята си на Хан Соло в дългоочакваното продължение на Междузвездни войни – „Междузвездни войни: Епизод VII – Силата се пробужда“ (Star Wars: The Force Awakens) (2015), което има голям успех подобно на своите предшественици. По време на снимките на 11 юни 2014 г. Форд претърпява фрактура на глезена, когато хидравлична врата пада върху него. Той е откаран с въздушен транспорт за лечение в болница „Джон Радклиф“ в Оксфорд, Англия. Синът му Бен публикува подробности за нараняването на баща си, като казва, че глезенът му вероятно ще се нуждае от пластинка и винтове, и че снимките могат да бъдат леко променени, тъй като ще трябва да го снимат от кръста нагоре, докато се възстанови. Форд се завръща към снимките възстановен в средата на август след двумесечно отсъствие. Героят му е убит във филма, но впоследствие е обявено, че Форд ще се завърне под някаква форма като Хан Соло в Епизод VIII. През февруари 2016 г., когато е потвърден актьорският състав за новия филм, е посочено, че Форд все пак няма да повтори ролята си в него. Когато той е попитан дали героят му може да се върне под някаква форма, отговаря: „Всичко е възможно в Космоса." В крайна сметка Хан Соло се появява отново като визия в „Междузвездни войни: Епизод IX – Възходът на Скайуокър“ (Star Wars: The Rise of Skywalker) (2019).
На 26 февруари 2015 г. Alcon Entertainment обявяват, че Форд ще повтори ролята си на Рик Декард в научнофантастичния филм „Блейд Рънър 2049“ (Blade Runner 2049). Филмът и изпълнението на Форд са приети много добре от критиците при излизането му през октомври 2017 г. Скот Колура от IGN го нарича, „дълбок, богат, интелигентен филм, който визуално е страхотен и пълен с велики научнофантастични концепции", а ролята на Форд – „тиха, нещо като дразнеща интерпретация на Декард и на преживяното от него през последните три десетилетия." Въпреки признанието филмът събира едва 259,3 млн. долара по цял свят, далеч по-малко от очакваните 400 млн. долара, от които се нуждае, за да покрие разходите.
През 2019 г. Форд има първата си озвучаваща роля като куче на име Петел в анимационния филм „Сами вкъщи 2“ (The Secret Life of Pets 2). След като снимките за петия филм за Индиана Джоунс са забавени с една година, Форд оглавява широкобюджетната филмова адаптация по романа на Джек Лондон „Дивото зове“ (The Call of the Wild) в ролята на търсача Джон Торнтън. Филмът излиза през февруари 2020 г. и се радва на смесен критичен прием, но кинопредставянето му е съкратено поради влиянието на коронавирусната болест върху филмовата индустрия.
Форд играе отново ролята на Индиана Джоунс в „Индиана Джоунс и реликвата на съдбата“ (2023), за което той казва, че ще бъде последното му появяване като героя. През октомври 2022 г. актьорът е избран за ролята на Тадеус „Тъндърболт“ Рос във филмите от 2024 г. „Капитан Америка: Нов световен ред“ и „Тъндърболтс“, действието на които се развива в кинематографичната вселена на Марвъл, заменяйки Уилям Хърт, който играе героя в предишни филми на MCU.

## Личен живот
Форд се жени три пъти и има четири биологични деца и едно осиновено дете. За първи път се жени за приятелката си от колежа Мери Маркуард през 1964 г. Двамата се развеждат през 1979 г. От нея има двама сина: Бенджамин 'Бен' Форд (роден през 1966 г.) и Уилард Форд (роден през 1969 г.). Бен е женен, с две деца; той е главен готвач и ресторантьор, съсобственик заедно с баща си на Фордс Филинг Стейшън – гастропъб, разположен в увеселителния комплекс L.A. Live в Лос Анджелис и на Терминал 5 на Международното летище в града. Уилард е женен, с две деца; той е собственик на фитнес клуба Стронг Спортс Джим в Лос Анджелис, модната компания „Ludwig Clothing Company“, а между 2000 и 2016 г. е съсобственик на Театър „Ким Синг“ в Китайския квартал на Лос Анджелис.

През март 1983 г. Форд се жени за Мелиса Матисън (сценаристка на „Извънземното“, починала през 2015 г.). Двамата се развеждат в края на 2004 г. От нея Форд има един син – Малкълм Форд (роден през 1987 г.) и една дъщеря – Джорджа Форд (родена през 1990 г.). Малкълм е актьор и музикант: участва във филма „Water to Wine“ през 2004 г. и пее в инди групата The Dough Rollers, която има два издадени албума. Джорджа страда от епилепсия; тя участва в няколко филма, сред които дебютният American Milkshake от 2003 г.
На 59-тите награди „Златен глобус“ през 2002 г. Форд се запознава с актрисата от хитовия сериал „Али Макбийл“ Калиста Флокхарт. Той започва да се среща с нея докато е все още женен. Предлага ѝ брак в уикенда за Свети Валентин през 2009 г. Женят се на 15 юни 2010 г. в Санта Фе, Ню Мексико, където актьорът се снима в „Каубои и извънземни“. Двамата са родители на осиновения през 2001 г. син на Калиста – Лиъм Флокхарт, който към 2019 г. е студент в колежа Армхърст в Окръг Хампшир, Масачузетс.
Форд и Флокхарт живеят в ранчо от 800 акра в долината Джаксън Хол в щата Уайоминг, приблизително половината от които актьорът е дарил за природен резерват. Те също така имат жилище в квартал Брентуд в Лос Анджелис.
Форд е известен като една от най-резервираните холивудски звезди относно личния си живот.
В своята автобиография от 2016 г. „Принцесата-авторка на дневник“ (The Princes-diarist) актрисата Кари Фишър твърди, че тя и Форд са имали тримесечна връзка през 1976 г. по време на снимките на „Междузвездни войни“.
През 2009 г. Форд подписва петиция, призоваваща за освобождаването на филмовия режисьор Роман Полански, който е арестуван в Швейцария във връзка с обвинение за дрога и изнасилване на 13-годишно момиче от 1977 г.

### Авиатор
Форд е лицензиран пилот както на самолети с фиксирано крило, така и на хеликоптери. На няколко пъти той лично предоставя аварийни хеликоптерни услуги по искане на местните власти в Уайоминг, като в два случая спасява туристи в беда.
Форд започва летателното си обучение през 60-те г. на летище Wild Rose Idlewild в Уайлд Роуз, Окръг Уъшара, Уисконсин, летейки на Piper PA-22 Tri-Pacer, но понеже трябва да плаща по 15 долара на час (равняващи се на 127 долара през 2019 г.), той не може да си позволи да продължи обучението си. В средата на 90-те г. си купува употребяван самолет Gulfstream II и моли един от пилотите си – Тери Бендер да му дава уроци по летене. Те започват да летят със самолет Cessna 182 от Джаксън, Уайоминг, а по-късно летят от Титърбъроу в Окръг Бъргън, Ню Джърси на самолет Cessna 206, на който Форд прави и първия си самостоятелен полет.
Частният самолет на Форд е паркиран на летище Санта Моника в Санта Моника, Калифорния. Вертолетът му Bell 407 често се съхранява и лети в долината Джаксън в Уайоминг и е използван от него в две планински спасителни операции по време на определеното му време за дейност към Спасителната служба на Окръг Титон, Уайоминг. При една от операциите Форд спасява изгубила се туристка. Тя се качва на хеликоптера му и веднага повръща в една от шапките на спасителите, без да знае кой е пилотът, което научава много по-късно, казвайки: „Не мога да повярвам, че съм хванала хеликоптера на Харисън Форд!".
Форд лети на своя малък самолет с витло de Havilland Canada DHC-2 Beaver (N28S) повече от който и да е друг свой самолет, като многократно споделя, че го харесва и обича звука на неговия радиален двигател Pratt & Whitney R-985. Според Форд самолетът е летял в операциите на ЦРУ с авиолинията „Air America“ в Югоизточна Азия и е бил осеян с дупки от куршуми, които е трябвало да бъдат закърпени.
През март 2004 г. Форд официално става председател на програмата „Млади орли“ (Young Eagles) на Експерименталната авиационна асоциация (EAA). Той е помолен да заеме позицията от Грег Андерсън – старши вицепрезидент на EAA по онова време, за да замести ген. Чарлс Йейгър, който освобождава поста след дълги години. Първоначално Форд се колебае, но по-късно приема предложението и участва с Младите орли на събирането EAA AirVenture Oshkosh в Ошкош, Уисконсин в продължение на две години. През юли 2005 г. на събирането Форд се съгласява да остане на поста за още 2 г. Той е прелетял с над 280 деца по програмата „Млади орли“, обикновено в неговия DHC-2 Beaver, на който могат да летят по пет деца. Форд се оттегля като председател на програмата през 2009 г., но остава доживотен член на асоциацията. Той участва в клона на EAA в Дригс, Айдахо, точно над хребета Титън от Джаксън, Уайоминг. На 28 юли 2016 г. лети с двумилионната представителка на Младите орли – 16-годишната Джоди Гоутроп на конгреса на EAA AirVenture в Ошкош.
От 2009 г. Ford се появява в интернет рекламите на General Aviation Serves America – кампания на застъпническата група „Асоциация на собствениците на летателни средства и на пилотите" (AOPA). Той също така се появява в няколко независими документални филма за авиацията, сред които „Криле над Скалистите планини“ (Wings Over the Rockies) (2009), „Да летиш на Feathered Edge: Проектът Боб Хувър“ (Flying The Feathered Edge: The Bob Hoover Project) (2014) и „Живот в епохата на самолетите“ (Living in the Age of Airplanes) (2015).
Форд е почетен член на борда на Хуманитарната авиационна организация „Крила на надеждата“ (Wings of Hope) и е известен с това, че прави няколко пътувания до Вашингтон, за да се бори за правата на пилотите. Той също така дарява значителни средства на благотворителната програма на шампиона по висш пилотаж Шон Тъкър – „Академия Боб Хувър“ (кръстена на легендарния авиатор Боб Хувър), която обучава тийнейджъри в риск в Централна Калифорния и ги учи как да летят.

#### Катастрофи
На 23 октомври 1999 г. Харисън Форд претърпява катастрофа с хеликоптер Bell 206L4 LongRanger (N36R). В доклада на National Transportation Safety Board за инцидента се посочва, че Форд го е управлявал над коритото на езерото Пайру близо до Санта Кларита, Калифорния в рутинен тренировъчен полет. Докато прави втория си опит за авторотация с регенерираща мощност, Форд позволява височината на хеликоптера да спадне до 150 – 200 фута, преди да започне захранването. Хеликоптерът не успява да възстанови мощността си, преди да се удари в земята. Той каца силно и започва да се плъзга напред по насипния чакъл, преди един от неговите плъзгачи да се удари в частично подаващ се пън, прекатурвайки летателното средство настрани. Нито Форд, нито пилотът-инструктор претърпяват наранявания, въпреки че хеликоптерът е сериозно повреден. На въпрос за инцидента от пилота Джеймс Липтън в интервю за телевизионното шоу „Inside the Actor's Studio“ Форд отговаря с „Разбих го.“
На 5 март 2015 г. самолетът на Форд, вероятно Ryan PT-22 Recruit, се приземява аварийно на голф игрището Penmar във Венис, Калифорния. Форд се обажда по радиовръзката, за да съобщи, че самолетът е претърпял повреда на двигателя. Той е откаран в Медицински център „Роналд Рейгън“ на UCLA със счупени таз и глезен, и с други наранявания.
На 13 февруари 2017 г. Форд приземява лекия си самолет Aviat Husky на Летище „Джон Уейн“ в Ориндж Каунти, Калифорния на пътеката за рулиране вляво от писта 20L. Боинг 737 изчаква на пътеката за рулиране до пистата, когато Форд прелетява над него.
На 24 април 2020 г. на Общинското летище „Хоторн“ в Лос Анджелис Форд управлява самолет, когато пресича пистата, където каца друг самолет.

## Активизъм

### Екологична дейност
Форд е заместник-председател на Conservation International – американска организация с нестопанска цел за опазване на околната среда със седалище в Арлингтън, Вирджиния. Целта на организацията е опазване на природата.
През септември 2013 г. Форд, докато снима документален филм за околната среда в Индонезия, интервюира Министъра на горите на Индонезия Зулкифли Хасан. След интервюто той и екипът му са обвинени в тормоз над държавни институции и публично заплашени с депортиране. Въпросите на интервюто се отнасят до Национален парк „Тесо Нило“ на остров Суматра. Твърди се, че Министърът на горите не е получил предварително предупреждение за въпросите, нито шанс да обясни предизвикателствата при залавянето на хора в незаконна сеч. На Форд е предоставена възможност за изслушване от Президента на страната Сусило Бамбанг Юдойоно, по време на което актьорът изразява загриженост за влошаващото се състояние на околната среда в Индонезия и на правителствените усилия за справяне с климатичните промени. В отговор Президентът обяснява ангажираността на Индонезия с опазването на нейните океани и гори.
В знак на признание за работата на Форд като заместник-председател на Conservation International на негово име през 1993 г. арахнологът Норман Платник назовава нов вид паяк: Calponia harrisonfordi, а през 2002 г. ентомологът Едуард Уилсън – нов вид мравки: Pheidole harrisonfordi.
От 1992 г. Форд дава глас на поредица от призиви към широката общественост, насърчаващи опазването на околната среда от името на EarthShare – американската федерация на благотворителните организации за опазване и консервацията на околната среда. Той е бил говорител на Restore Hetch Hetchy – организация с нестопанска цел, посветена на възстановяването на долината Хетч Хетчи (Hetch Hetchy Valley) в Националния парк „Йосемити“ в първоначалното ѝ състояние. Форд се появява и в документалния сериал „Години на опасен живот“ (Years of Living Dangerously), в който се говори за хора, засегнати от и търсещи решения на климатичните промени.
През 2019 г. от името на Conservation International Форд изнася страстна реч по време на Срещата на върха в Ню Йорк на Организация на обединените нации за климата относно унищожаването на Амазонската екваториална гора и ефектът от това върху климатичните промени в останалия свят. Той призова публиката да се вслуша в „ядосаните млади хора“, които се опитват да променят ситуацията, подчертавайки: „Най-важното, което можем да направим за тях, е да им се разкараме от пътя“.

### Политически възгледи
Подобно на родителите си Форд е демократ за цял живот.
На 7 септември 1995 г. той говори пред Сенатската комисия по външните отношения в подкрепа на Далай Лама и независим Тибет, вследствие на което Китайското правителство му забранява да влиза в Тибет. През 2007 г. е разказвач в документалния филм „Далай Рама Ренесанс“, а през 2014 – в „Далай Лама Пробуждане“.
През 2003 г. той публично осъжда войната в Ирак и призовава за „смяна на режима“ в САЩ. Той също така критикува Холивуд за създаването на филми, които „повече приличат на видеоигри отколкото на истории за човешкия живот и взаимоотношения“, и призова за по-голям контрол на оръжията в Съединените щати.
След като кандидатът за президент на Републиканската партия Доналд Тръмп заявява, че любимата му роля на Форд е тази на президент във филма „Еър Форс Едно“, защото „се застъпва за Америка", Форд казва, че това е просто филм и прави критични изявления срещу кандидатурата на Тръмп за президент.
Когато за първи път изразява публичната си подкрепа за кандидат за президент на САЩ, Форд подкрепя президентската кампания на Джо Байдън през 2020 г. срещу Доналд Тръмп. Той казва, че иска да „насърчи хората да подкрепят кандидати, които ще подкрепят околната среда" и смята, че при Тръмп САЩ „са загубили част от доверието на света".

### Археология
След успеха си в ролята на археолога Индиана Джоунс Форд играе роля в подпомагането на работата на професионалните археолози. Той е Главен настоятел на Управителния съвет на Археологическия институт на Америка (Archeological Institute of America, накратко AIA) – най-старата и най-голямата организация в Северна Америка, посветена на археологията. Форд им помага в тяхната мисия за повишаване на обществената информираност за археологията и за предотвратяването на кражбите и незаконната търговия с антики.

### Междузвездни войни: Сила за промяна
Форд участва във видеоразговор за промотирането на „Междузвездни войни: Епизод VII - Силата се пробужда“, насочено към фенове, дарили средства на благотворителната програма на Лусасфилм и Уолт Дисни Къмпани „Междузвездни войни: Сила за промяна“ (Star Wars: Force for Change). Той предлага на изненаданите почитатели на филма възможността да закупят билети за премиерата му, да се запознаят лично с актьорите и с екипа, и да участват в автърпартито.

## Участия
| Година | Заглавие                                                | Оригинално заглавие                                      | Роля                         | Режисьор                     | Филмов жанр              | Бележки                       |
| ------ | ------------------------------------------------------- | -------------------------------------------------------- | ---------------------------- | ---------------------------- | ------------------------ | ----------------------------- |
| 1966   | Шеметна въртележка                                      | Dead Heat on a Merry-Go-Round                            | Белхоп Пейджър (пиколо)      | Бърнард Джирард              | комедия криминален       | некредитиран                  |
| 1967   |                                                         | A Time for Killing                                       | Лейтенант Шафър              | Фил Карлсън и Роджър Корман  | уестърн                  | изписан като Харисън Дж. Форд |
| 1967   |                                                         | Luv                                                      | Айрат Моторист               | Клайв Донър                  | комедия романс           | неизписан                     |
| 1968   |                                                         | Journey to Shiloh                                        | Уили Бил Беардън             | Уилям Хейл                   | драма уестърн            |                               |
| 1970   |                                                         | Getting Straight                                         | Джейк                        | Ричард Ръш                   | комедия драма            |                               |
| 1970   |                                                         | The Intruders                                            | Карл                         | Уилям Грейъм                 | уестърн                  | тв филм                       |
| 1970   | Забриски пойнт                                          | Zaibriskie Point                                         | арестуван студент            | Микеланджело Антониони       | драма                    | неизписан                     |
| 1973   | Американски графити                                     | American Graffitti                                       | Боб Фалфа                    | Джордж Лукас                 | комедия драма            |                               |
| 1974   | Разговорът                                              | The Conversation                                         | Мартин Стет                  | Франсис Форд Копола          | драма трилър             |                               |
| 1975   |                                                         | Judgment: The Court Martial of Lieutenant William Calley | Франк Краудър                | Станли Креймър               | драма                    |                               |
| 1976   | Династия                                                | Dynasty                                                  | Марк Блекууд                 | Лий Филипс                   | драма                    | тв филм                       |
| 1977   | Междузвездни войни: Епизод IV - Нова надежда            | Star Wars                                                | Хан Соло                     | Джордж Лукас                 | научна фантастика        |                               |
| 1977   | Герои                                                   | Heroes                                                   | Кен Бойд                     | Джеръми Пол Кейгън           | комедия драма            |                               |
| 1977   |                                                         | The Possessed                                            | Пол Уинджам                  | Джери Торп                   | ужаси                    | тв филм                       |
| 1978   |                                                         | The Star Wars Holiday Special                            | Хан Соло                     | Стил Байндър и Дейвид Акомба | приключенски             | тв филм                       |
| 1978   | Отряд 10 от Навароне                                    | Force 10 from Navarone                                   | Лейт. полковник Майк Барнсби | Гай Хамилтън                 | екшън военен драма       |                               |
| 1979   | Улица Хановер                                           | Hanover Street                                           | Дейвид Халоран               | Питър Хаямс                  | екшън драма приключенски |                               |
| 1979   | Апокалипсис сега                                        | Apocalypse Now                                           | Полк. Лукас                  | Франсис Форд Копола          | драма военен             |                               |
| 1979   | Фриско кид                                              | The Frisco Kid                                           | Том Лилард                   | Робърт Олдрич                | комедия драма уестърн    |                               |
| 1979   | Още американски графити                                 | More American Graffiti                                   | Боб Фалфа                    | Бил Л. Нортън                | комедия драма            | неизписан                     |
| 1980   | Междузвездни войни еп. V – Империята отвръща на удара   | The Empire Strikes Back                                  | Хан Соло                     | Джордж Лукас                 | научна фантастика        |                               |
| 1981   | Похитителите на изчезналия кивот                        | Raiders of the Lost Ark                                  | Индиана Джоунс               | Стивън Спилбърг              | приключенски             |                               |
| 1982   | Блейд Рънър                                             | Blade Runner                                             | Рик Декърд                   | Ридли Скот                   | научна фантастика        |                               |
| 1983   | Междузвездни войни: Епизод VI - Завръщането на джедаите | Return of the Jedi                                       | Хан Соло                     | Ричард Маркуанд              | научна фантастика        |                               |
| 1984   | Индиана Джоунс и храмът на обречените                   | Indiana Jones and the Temple of Doom                     | Индиана Джоунс               | Стивън Спилбърг              | приключенски             |                               |
| 1985   | Свидетелят                                              | Witness                                                  | Кап. Джон Бук                | Питър Уиър                   | криминален драма         |                               |
| 1986   | Брегът на комарите                                      | Mosquito Coast                                           | Али Фокс                     | Питър Уиър                   | приключенски драма       |                               |
| 1988   | Безумецът                                               | Frantic                                                  | Д-р Ричард Уокър             | Роман Полански               | криминален драма         |                               |
| 1988   | Работещо момиче                                         | Working Girl                                             | Джак Трейнър                 | Майк Никълс                  | комедия драма            |                               |
| 1989   | Индиана Джоунс и последният кръстоносен поход           | Indiana Jones and the Last Crusade                       | Индиана Джоунс               | Стивън Спилбърг              | приключенски             |                               |
| 1990   | Невинен до доказване на противното                      | Presumed Innocent                                        | Зам. прокурор Ръсти Сабич    | Алън Дж. Пакула              | трилър                   |                               |
| 1991   | Относно Хенри                                           | Regarding Henry                                          | Хенри Търнър                 | Майк Никълс                  | драма                    |                               |
| 1992   | Патриотични игри                                        | Patriot Games                                            | Джак Райън                   | Филип Нойс                   | екшън трилър             |                               |
| 1993   | Беглецът                                                | The Fugitive                                             | Д-р Ричард Дейвид Кимбъл     | Андрю Дейвис                 | екшън драма              |                               |
| 1994   | Реална опасност                                         | Clear and Present Danger                                 | Джак Райън                   | Филип Нойс                   | екшън криминален         |                               |
| 1994   |                                                         | Jimmy Hollywood                                          | себе си                      | Бари Левинсън                | комедия                  | кратка поява (неизписан)      |
| 1995   | Сабрина                                                 | Sabrina                                                  | Линъс Лараби                 | Сидни Полак                  | комедия романс драма     |                               |
| 1997   | Жив дявол                                               | The Devil's Own                                          | Том O'Мийра                  | Алън Дж. Пакула              | екшън криминален         |                               |
| 1997   | Еър форс едно                                           | Air Force One                                            | Президент Джеймс Маршъл      | Волфганг Петерсен            | екшън трилър драма       |                               |
| 1998   | Шест дни, седем нощи                                    | Six Days, Seven Nights                                   | Куин Харис                   | Айван Райтман                | екшън приключенски       |                               |
| 1999   | Иронии на съдбата                                       | Random Hearts                                            | Дъч ван Ден Брьок            | Сидни Полак                  | драма                    |                               |
| 2000   | Прозрачно минало                                        | What Lies Beneath                                        | Д-р Норман Спенсър           | Робърт Земекис               | драма                    |                               |
| 2002   | К-19                                                    | K-19: The Widowmaker                                     | Алексей Востриков            | Катрин Бигълоу               | драма трилър             | и изпълнителен продуцент      |
| 2003   | Холивудски ченгета                                      | Hollywood Homicide                                       | Серж. Джо Гавилан            | Рон Шелтън                   | екшън криминален         |                               |
| 2004   |                                                         | Water to Wine                                            | Автобусен шофьор Джетро      | Уили Макмилан                | екшън                    | полудокументален кратко видео |
| 2006   | Защитна стена                                           | Firewall                                                 | Джак Станфийлд               | Ричард Лонкрейн              | екшън трилър             |                               |
| 2008   | Индиана Джоунс и кралството на кристалния череп         | Indiana Jones and the Kingdom of the Crystal Skull       | Индиана Джоунс               | Стивън Спилбърг              | приключенски             |                               |
| 2009   | Имигранти                                               | Crossing Over                                            | Макс Брогън                  | Уейн Креймър                 | драма криминален         |                               |
| 2010   | Извънредни мерки                                        | Extraordinary Measures                                   | Д-р Робърт Стоунхил          | Том Вогън                    | драма                    | и изпълнителен продуцент      |
| 2010   | Сутрешен блок                                           | Morning Glory                                            | Майк Померой                 | Роджър Мичъл                 | драма комедия            |                               |
| 2011   | Каубои и извънземни                                     | Cowboys & Aliens                                         | Полк. Удроу Долархайд        | Джон Фавро                   | екшън научна фантастика  |                               |
| 2013   | Номер 42-ри                                             | 42                                                       | Бранч Рики                   | Браян Хелгеланд              | драма биографичен        |                               |
| 2013   | Параноя                                                 | Paranoia                                                 | Джок Годард                  | Робърт Лукетич               | драма трилър             |                               |
| 2013   | Играта на Ендър                                         | Ender's Game                                             | Полк. Хиръм Граф             | Гавин Худ                    | научна фантастика        |                               |
| 2013   | Водещият 2: Легендата продължава                        | Anchorman 2: The Legend Continues                        | Мак Танен                    | Адам Маккей                  | комедия                  |                               |
| 2014   | Непобедимите 3                                          | The Expendables 3                                        | Агент Макс Дръмър            | Патрик Хю                    | екшън трилър             |                               |
| 2015   | Вечната Аделайн                                         | The Age of Adaline                                       | Уилям Джоунс                 | Лий Толанд Крийгър           | драма романс             |                               |
| 2015   | Междузвездни войни: Епизод VII - Силата се пробужда     | Star Wars: The Force Awakens                             | Хан Соло                     | Джей Джей Ейбрамс            | научна фантастика        |                               |
| 2017   | Блейд Рънър 2049                                        | Blade Runner 2049                                        | Рик Декард                   | Денис Вилньов                | научна фантастика        |                               |
| 2019   | Междузвездни войни Епизод IX: Възходът на Скайуокър     | Star Wars: The Rise of Skywalker                         | Хан Соло                     | Джей Джей Ейбрамс            | научна фантастика        | кратка поява (неизписан)      |
| 2020   | Дивото зове                                             | The Call of the Wild                                     | Джон Тортън                  | Крис Сандърс                 | приключение драма        |                               |
| 2023   | Индиана Джоунс и реликвата на съдбата                   | Indiana Jones and the Dial of Destiny                    | Индиана Джоунс               | Джейс Мaнголд                | приключенски             |                               |
| 2024   |                                                         | Captain America: New World Order                         | Тадеус „Тъндърболт“ Рос      | Джулиъс Она                  | приключенски, фантастика |                               |
| 2024   |                                                         | Thunderbolts                                             |                              | Джейк Шрайър                 | екшън, приключенски      |                               |

| Година      | Оригинално наименование            | Епизод(и)                                                               | Роля                        | Филмов жанр        |
| ----------- | ---------------------------------- | ----------------------------------------------------------------------- | --------------------------- | ------------------ |
| 1967        | The Virginian                      | The Modoc Kid (еп. 19 – Сезон 5) и A Bad Place to Die (еп. 7 – Сезон 6) | Калън Тиндал и Млад фермер  | уестърн            |
| 1967        | Ironside                           | The Past Is Prologue (еп. 13 – Сезон 1)                                 | Том Стоуи                   | криминален драма   |
| 1968        | The Mod Squad                      | The Teeth of the Barracuda (еп. 1 – Сезон 1)                            | Плажен полицай (неизписан)  | екшън криминален   |
| 1969        | My Friend Tony                     | The Hazing (еп. 6 – Сезон 1)                                            |                             | комедия            |
| 1969        | F.B.I.                             | Caesar's Wife (еп. 18 – Сезон 4) и Scapegoat (еп. 11 – Сезон 5)         | Евърет Гилс и Глен Ревърсън | криминален драма   |
| 1969        | Love, American Style               | Love and the Former Marriage (фрагмент от еп. 9 – Сезон 1)              | Роджър Крейн                | комедия романс     |
| 1971        | Dan August                         | The Manufactured Man (еп. 22 – Сезон 1)                                 | Хюит                        | криминален драма   |
| 1972 – 1973 | Gunsmoke                           | The Sodbusters (еп. 18) и Whelan's Men (еп. 20 – Сезон 18)              | Принт и Хоби                | уестърн            |
| 1974        | Kung Fu                            | Crossties (еп. 18 – Сезон 2)                                            | Г-н Харисън                 | приключенски драма |
| 1974        | Petrocelli                         | Edge of Evil (еп. 4 – Сезон1)                                           | Том Бранигън                | криминален драма   |
| 1993        | The Young Indiana Jones Chronicles | Young Indiana Jones and the Mystery of the Blues (еп. 5 – Сезон 2)      | 50-годишният Индиана Джоунс | приключенски       |
| 2023- 2023  | 1932                               | 8 епизода                                                               | Джейкъб Дътън               | драма              |
| 2023        | Shrinking                          | 10 епизода                                                              | Пол                         | драма              |

| Година | Оригинално наименование                                                           | Роля                  |
| ------ | --------------------------------------------------------------------------------- | --------------------- |
| 1992   | L'envers du décor: Portrait de Pierre Guffroy                                     | себе си               |
| 1994   | A Century of Cinema                                                               | себе си               |
| 1995   | L'univers de Jacques Demy                                                         | себе си               |
| 1998   | For Everyone, Everywhere: The Making of the Universal Declaration of Human Rights | себе си и разказвач   |
| 2000   | Flightline: Army Helicopter Pilots of Vietnam                                     | себе си               |
| 2000   | Central Casting                                                                   | себе си               |
| 2012   | Close Up                                                                          | себе си               |
| 2013   | Millius                                                                           | себе си               |
| 2013   | Drew: The Man Behind the Poster                                                   | себе си               |
| 2014   | Flying the Feathered Edge: The Bob Hoover Project                                 | себе си и интервюиран |
| 2016   | Secrets of the Force Awakens: A Cinematic Journey                                 | себе си               |
| 2017   | Sometimes Lucky Is More Important Than Smart: Conversations With Mace Neufeld     | себе си               |
| 2017   | Joan Didion: The Center Will Not Hold                                             | себе си, актьор       |
| 2018   | Always at the Carlyle                                                             | себе си               |
| 2019   | Alan Pakula: Going for Truth                                                      | себе си               |
| 2020   | Sergio Mendes in the Key of Joy                                                   | себе си               |
| 2020   | The Skywalker Legacy                                                              | себе си               |
| 2020   | Witness to 9/11: In the Shadows of Ground Zero                                    | себе си               |

| Година | Оригинално наименование                                 | Роля             |
| ------ | ------------------------------------------------------- | ---------------- |
| 1977   | The Making of 'Star Wars'                               | себе си          |
| 1980   | The Making of 'The Empire Strikes Back'                 | себе си          |
| 1981   | The Making of 'Raiders of the Lost Ark'                 | себе си          |
| 1981   | Great Movie Stunts: Raiders of the Lost Ark             | себе си и водещ  |
| 1983   | From 'Star Wars' to 'Jedi': The Making of a Saga        | себе си          |
| 1985   | The Making of 'Indiana Jones and the Temple of Doom'    | себе си          |
| 1989   | Premiere: Inside the Summer Blockbusters                | себе си          |
| 1994   | Mustang: The Hidden Kingdom                             | себе си          |
| 1997   | Star Wars: The Magic & the Mystery                      | себе си          |
| 1998   | The Making of 'American Graffiti'                       | себе си          |
| 1998   | The Best of Hollywood                                   | себе си          |
| 1998   | Harrison Ford: The Reluctant Hero                       | себе си          |
| 1999   | Da Guerre stellari a Guerre stellari                    | себе си          |
| 1999   | Jane Goodall: Reason for Hope                           | разказвач        |
| 1999   | Indiana Jones and the Last Crusade: A Look Inside       | себе си          |
| 2002   | Harrison Ford: Just Another Pilot                       | себе си          |
| 2004   | When Star Wars Ruled the World                          | себе си          |
| 2005   | Star Wars': Feel the Force                              | себе си          |
| 2007   | AFI's 100 Years... 100 Movies: 10th Anniversary Edition | себе си          |
| 2008   | The Immortal Beaver                                     | себе си          |
| 2011   | The Love We Make                                        | себе си          |
| 2013   | David Blaine: Real or Magic                             | себе си          |
| 2015   | Star Wars: Greatest Moments                             | себе си          |
| 2017   | Spielberg                                               | себе си и актьор |

| Година      | Оригинално наименование                     | Епизод(и) | Роля      |
| ----------- | ------------------------------------------- | --- | --------- |
| 1980        | The Risk Business                           | The Movie (9 април 1980) | себе си   |
| 1993        | American Masters                            | George Lucas: Heroes, Myths and Magic (еп. 2 – сезон 7)                                                                                 | себе си   |
| 1997        | Frontline                                   | The Lost American (еп. 15 – сезон 15)                                                                                                   | разказвач |
| 1998        | Bravo Profiles: The Entertainment Business  | | себе си   |
| 1998        | Mondän!                                     | The High Society of Deauville (7 юни 1998)                                                                                              | себе си   |
| 1998        | Biography                                   | Steven Spielberg: An Empire of Dreams (2 август 1998)                                                                                   | себе си   |
| 1999        | Celebrity Profile                           | Harrison Ford | себе си   |
| 1999 – 2003 | The Directors                               | 7 епизода | себе си   |
| 1999 – 2011 | HBO First Look                              | The Making of 'Random Hearts (еп. 8 – Сезон 6, 1999), What Lies Beneath' (еп. 12 – Сезон 7, 2000) и Cowboys and Aliens (10 август 2011) | себе си   |
| 2000        | Legends                                     | | себе си   |
| 2002        | Rank                                        | 25 Toughest Stars (24 април 2002) | себе си   |
| 2002        | VH-1 Where Are They Now?                    | American Graffiti (еп. 2 – Сезон 3) | себе си   |
| 2003        | This Is Your Life                           | Vic Armstrong (еп. 20 – Сезон 40) | себе си   |
| 2006        | The Hollywood Greats                        | Harrison Ford (еп. 1 – Сезон 12) | себе си   |
| 2006        | Getaway                                     | Еп. 15.3 (22 февруари 2006) | себе си   |
| 2008        | NOVA                                        | Lord of the Ants (еп. 10 – Сезон 35) | разказвач |
| 2010        | La nuit des Césars: – 35ème nuit des Césars | еп. 25 – сезон 1 | себе си   |
| 2011        | The Role That Changed My Life               | I Went Looking for Adventure (еп. 11 – Сезон 3)                                                                                         | себе си   |
| 2008 и 2014 | Le grand journal de Canal+                  | 17 май 2008 и 17 май 2014 | себе си   |
| 2014        | Years of Living Dangerously                 | Dry Season (еп. 1) и End of the Woods (еп. 2 – Сезон 1)                                                                                 | себе си   |
| 2019        | VICE Investigates                           | Amazon on Fire (еп. 3 – Сезон 1) | себе си   |

| година | заглавие     | оригинално заглавие                                                                    | роля               | режисьор                   | филмов жанр               | забел.                                               |
| ------ | ------------ | -------------------------------------------------------------------------------------- | ------------------ | -------------------------- | ------------------------- | ---------------------------------------------------- |
| 1992   |              | Earth and the American Dream                                                           | четец              | Бил Кутюрие                | документален              |                                                      |
| 1994   |              | Mustang: The Hidden Kingdom                                                            | разказвач          | Тони Милър                 | документален              | тв сериал                                            |
| 1995   |              | Indiana Jones and the Temple of the Forbidden Eye Ride                                 | Индиана Джоунс     |                            | късометражен              | неизписан; заснет за Adventureland ride в Дисниленд. |
| 1995   |              | Everyman (еп. ustang: The Hidden Kingdom)                                              | разказвач          |                            | документален              | тв сериал                                            |
| 1996   |              | Sex, Censorship and the Silver Screen (еп. Censored)                                   | четец на цитати    |                            | документален              | тв сериал                                            |
| 1998   |              | The Emperor's New Clothes: An All-Star Illustrated Retelling of the Classic Fairy Tale | разказвач          |                            | детски                    | Audio CD                                             |
| 1999   |              | Mardy Murie: Arctic Dance                                                              |                    | Бони Кребс                 | документален              |                                                      |
| 2001   |              | Lost Worlds: Life in the Balance                                                       | разказвач          | Бейли Силек                | документален              | късометражен                                         |
| 2010   |              | Brace for Impact: The Chesley B. Sullenberger Story                                    | себе си, разказвач |                            | документален              | тв филм                                              |
| 2014   |              | Nature Is Speaking (еп. The Ocean)                                                     | Океан              |                            |                           | тв късометражен сериал                               |
| 2014   |              | Dalai Lama Awakening                                                                   | разказвач          | Кашиар Дарвич              | документален              |                                                      |
| 2015   |              | Living in the Age of Airplanes                                                         | разказвач          | Браян Дж. Теруилигър       | документален              |                                                      |
| 2016   |              | Lego Star Wars: The Force Awakens                                                      | Хан Соло           |                            | видеоигра                 |                                                      |
| 2019   |              | STEM in 30 (еп. Your Ticket to Space: Commercial Spaceflight)                          | себе си            |                            | семеен                    | тв сериал                                            |
| 2019   |              | Armstrong                                                                              | разказвач          | Дейвид Феърхед             | документален, биографичен |                                                      |
| 2019   | Сами вкъщи 2 | The Secret Life of Pets 2                                                              | Кучето Петел       | Крис Рено, Джонатан Де Вал | анимационен               |                                                      |

## Признание

### Награди
Въпреки че към 2020 г. Форд все още няма „Оскар“, в кариерата си той получава значително признание за работата си в развлекателната индустрия:
- 1981: Награда „Юпитер“ за най-добър чуждестранен актьор (Похитителите на изчезналия кивот)
- 1982: Награда „Сатурн“ на Академията за научнофантастични, фентъзи и хорър филми (САЩ) за най-добър актьор (Похитителите на изчезналия кивот)
- 1984: Награда „Браво Ото“ (Германия) за най-добър актьор
- 1984: Награда „Юпитер“ за най-добър чуждестранен актьор (Индиана Джоунс и храмът на обречените)
- 1985: Награда за цялостен принос на Дружеството на филмовите критици на Канзас Сити (САЩ)
- 1994: Награда MTV Movie Award за най-добра екранна двойка (с Томи Лий Джоунс) (Беглецът)
- 1994: Специална награда за Боксофисна звезда на века на Националната асоциация на кинопритежателите, конгрес ShoWest (днешен CinemaCon), САЩ
- 1996: Награда „Сатурн“ за цялостен принос на Академията за научнофантастични, фентъзи и хорър филми (САЩ)
- 1996: Награда „Хасти Пудинг Театрикалс“ (САЩ) за мъж на годината
- 1998: Награда „Изборът на публиката“ за любим филмов актьор
- 1997: Награда „Бамби“ (Германия) за международен филм (Еър Форс Едно)
- 1999: Награда „Изборът на публиката“ (САЩ) за любима кинозвезда на всички времена
- 2000: Награда за цялостен принос на Американския филмов институт (AFI), връчена му от двама от най-близките му сътрудници и колеги от индустрията – Джордж Лукас и Стивън Спилбърг.[130]
- 2000: Награда „Изборът на публиката“ (САЩ) за любим филмов актьор
- 2002: Награда „Сесил Б. Демил“ за цялостен принос на Холивудската асоциация за чуждестранна преса на церемонията по връчването на 59-ите награди Златен глобус

- 30 май 2003: звезда на Холивудската алея на славата (на n. 6801 пред Kodak Theatre).[129]
- 2003: Награда за ролеви модел на Младите холивудски награди (САЩ)
- 2006: Награда „Жул Верн“ (Франция) за цялостен принос, присъдена на актьор, който „насърчава духа на приключенията и въображението“ през цялата му кариера
- 2007: Награда за герой – първата по рода си награда за герой на наградите Скрийм (САЩ) за многото му емблематични роли, включително тези на Индиана Джоунс и Хан Соло
- 2008: Награда за цялостен принос на Издателската гилдия на Америка
- 2010: Почетен „Сезар“ (Франция)
- 2011: Награда за цялостен принос, Филмов фестивал в Локарно
- 2011: Награда „Кърк Дъглас“ за изключителни филмови постижения, Международен филмов фестивал в Санта Барбара
- 2012: Награда на Борда на директорите на Американското дружество на кинематографите (ASC)
- 2013: Награда „Златно око“ за цялостен принос, Филмов фестивал в Цюрих
- 2013: Награда на Холивудските филмови награди (САЩ) за цялостен принос
- 2013: Награда CinemaCon (САЩ) за цялостен принос
- 2013: Награда „Питър Дж. Оуънс“ на Международния филмов фестивал в Сан Франциско
- 2015: Награда „Албърт Р. Броколи/ Британия“ за цялостен принос към развлекателната индустрия, БАФТА Лос Анджелис[131]
- 2016: Награда „Сатурн“ на Академията за научнофантастични, фентъзи и хорър филми (САЩ) за най-добър актьор (Междузвездни войни: Епизод VII - Силата се пробужда)
- 2016: Награда на Световните рекорди на Гинес за най-касов актьор на всички времена
- 2017: Награда на филмовата критика на Ню Мексико (САЩ) за най-добър поддържащ актьор (Блейд Рънър 2049)
- 2018: Награда CinEuphoria за цялостен принос
- 2020: Награда за актьорско майсторство на Онлайн филмова и телевизионна асоциация
- 2021: Награда за герой на Онлайн филмова и телевизионна асоциация (Хан Соло в „Междузвездни войни“ (1977) и Индиана Джоунс в „Похитителите на изчезналия кивот“)
- 2023: Почетна „Златна палма“ на Филмовия фестивал в Кан

През 2018 г. Форд е отличен от Фондация SAG-AFTRA с Награда за вдъхновение на артистите както за актьорското му майсторство, така и за филантропската си дейност с Лейди Гага. Председателят на борда на фондация Джобет Уилямс заявява в прессъобщение: „Харисън Форд е действаща легенда във всяка известна галактика, но това, което мнозина не знаят, са десетилетията на благотворителна служба и лидерство, които той даде на Conservation International, за да защити нашата планета."
Форд е удостоен многократно за участието си в авиацията като цяло:
- 2009: Награда „Живи легенди на авиацията“ (Living Legends of Aviation Award) и Награда Свобода на полета (Freedom of Flight Award) на Експерименталната авиационна асоциация (Experimental Aircaft Association)[134][135]
- 2010: Мемориален трофей „Братя Райт“ (Wright Brothers Memorial Trophy) на Националната асоциация по аеронавтика (National Aeronautic Assocation)[136]
- 2013: Хуманитарната награда Al Ueltschi на Националната асоциация на бизнес авиацията (NBAA).[137]
- 2013: Списание Flying го класира на 48 място в списъка му с 51-те героя на авиацията.[138]

### Номинации
- 1978: Награда Сатурн за най-добър актьор (Междузвездни войни: Епизод IV - Нова надежда)
- 1980: Награда Изборът на публиката за любим киноактьор
- 1981: Награда Изборът на публиката за любим киноактьор
- 1982: Награда Изборът на публиката за любим киноактьор
- 1982: Награда Сатурн за най-добър актьор (Похитителите на изчезналия кивот)
- 1983: Награда Изборът на публиката за любим киноактьор
- 1985: Награда Сатурн за най-добър актьор (Индиана Джоунс и храмът на обречените)
- 1986: Оскар за най-добра мъжка роля (Свидетелят), 58-и награди Оскар
- 1986: Награда БАФТА за най-добра мъжка роля (Свидетелят), 39-и филмови награди BAFTA
- 1986: Награда Златен глобус за най-добър актьор в драматичен филм (Свидетелят), 43-ти награди Златен глобус
- 1987: Награда Златен глобус за най-добър актьор в драматичен филм (Брегът на комарите), 44-ти награди Златен глобус
- 1991: Награда Сатурн за най-добър актьор (Индиана Джоунс и последният кръстоносен поход)
- 1994: MTV Movie + TV Awards за най-добър актьор (Беглецът)
- 1994: Награда Златен глобус за най-добър актьор в драматичен филм (Беглецът), 51-ви награди Златен глобус
- 1996: Награда Златен глобус за най-добър актьор в мюзикъл или комедия (Сабрина), 53-ти награди Златен глобус[139]
- 1998: MTV Movie + TV Awards за най-добра битка (с Гари Олдман) (Еър Форс Едно)
- 2008: Награда Скрийм за най-добър научнофантастичен актьор (Индиана Джоунс и кралството на кристалния череп)
- 2008: Национална кинонаграда (Великобритания) за най-добро актьорско майсторство, мъже (Индиана Джоунс и кралството на кристалния череп)
- 2008: Награда Изборът на тийнейджърите за киноактьор в екшън приключенски филм (Индиана Джоунс и кралството на кристалния череп)
- 2009: Награда Сатурн за най-добър актьор (Индиана Джоунс и кралството на кристалния череп)
- 2009: Награда Изборът на публиката за любима екранна двойка (с Шия Лабеуф) (Индиана Джоунс и кралството на кристалния череп)
- 2011: Награда Скрийм за най-добър научнофантастичен актьор (Каубои и извънземни)
- 2012: Награда Сатурн за най-добър поддържащ актьор (Каубои и извънземни)
- 2012: Награда Юпитер за най-добър чуждестранен актьор (Каубои и извънземни)
- 2012: Награда Изборът на публиката за любима киноикона
- 2013: Награда на филмовата критика от Сейнт Луис (САЩ) за най-добър поддържащ актьор (Номер 42)
- 2013: Награда на Кръга на филовите критици от Сан Франциско (САЩ) за най-добър поддържащ актьор (Номер 42)
- 2013: Награда Сателит за най-добър поддържащ актьор (Номер 42)
- 2014: Награда Сатурн за най-добър поддържащ актьор (Играта на Ендър)
- 2016: Награда Сатурн за най-добър актьор (Междузвездни войни: Епизод VII - Силата се пробужда)
- 2017: Награда на Националната академия за видеоигри (САЩ) за най-добра поддържаща роля в комедия (Лего Междузвездни войни: Силата се пробужда)
- 2018: Награда Сатурн за най-добър поддържащ актьор (Блейд Рънър 2049)

### Антинагради и номинации
- 1979: Номинация за Награда Стинкър за най-лоша екранна двойка (с Джийн Уайлдър) (Фриско Кид)
- 1982: Номинация за Награда Горчива ябълка на Наградата Златна ябълка на Холивудския женски прес клуб
- 2002: Награда Стинкър за най-лош чуждестранен акцент, мъже (К-19)
- 2004: Награда YoGa (Испания) за най-лош учждестранен актьор (Холивудски ченгета)
- 2012: Награда YoGA (Испания) за най-лош чуждестранен актьор (Сутрешен блок; Извънредни мерки; Имигранти; Каубои и извънземни)
- 2021: Награда Razzie (бивша „Златна малинка“) (CAЩ) за най-лоша екранна двойка (Дивото зове)